# Acanthorus
Acanthorus — рід грибів родини Capnodiaceae. Назва вперше опублікована 1967 року.

## Класифікація
До роду Acanthorus відносять 1 вид:
- Acanthorus maranhensis